# Weitsche
Weitsche ist ein Ortsteil der Stadt Lüchow (Wendland) im niedersächsischen Landkreis Lüchow-Dannenberg. Das Dorf liegt drei Kilometer nördlich vom Kernbereich von Lüchow.
Weitsche gehört zum Bröcking (auch Bröckling oder Bröking), einer Kleinlandschaft im Hannoverschen Wendland.

## Geschichte

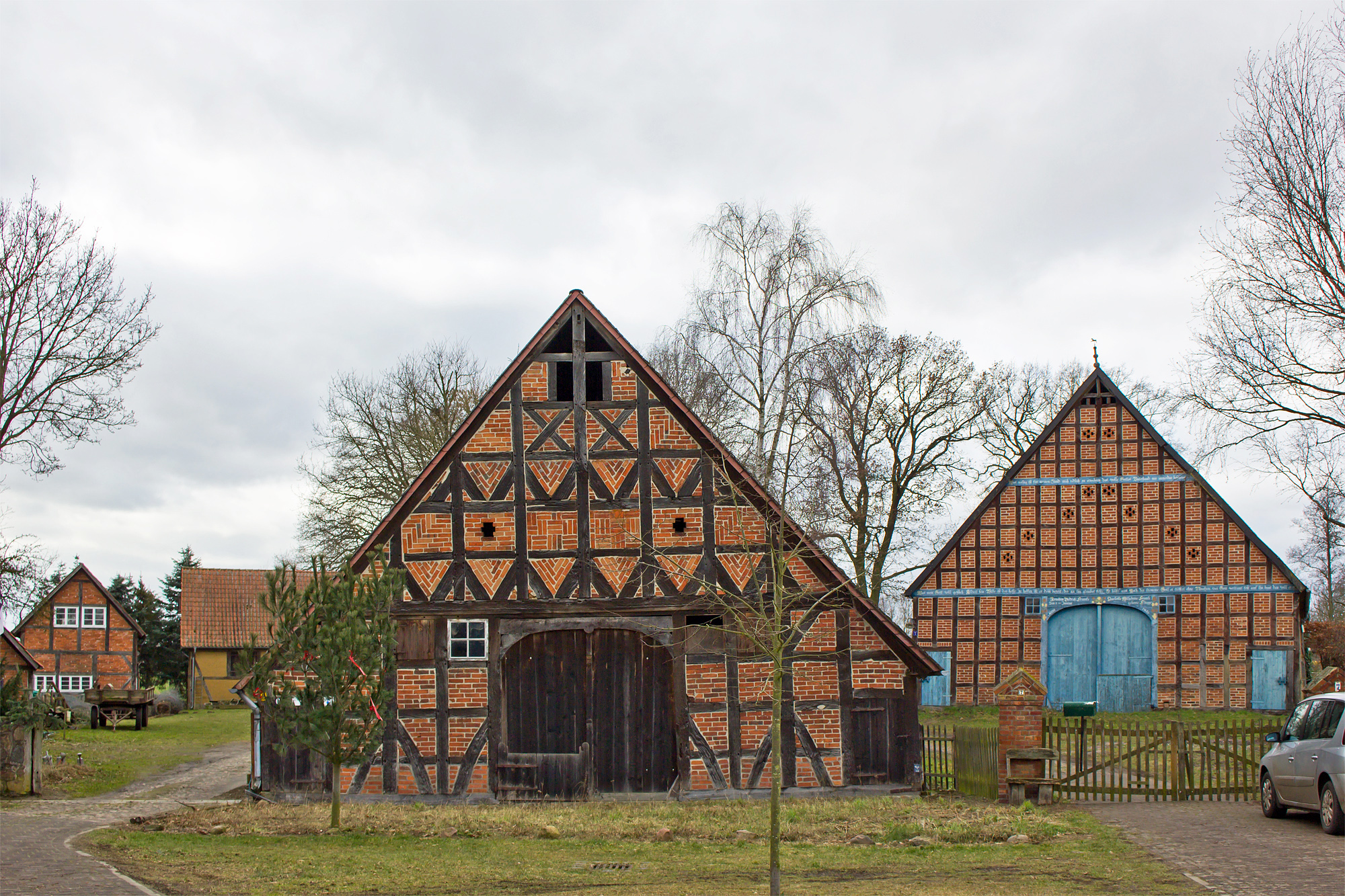
Hallenhäuser von 1716 und 1841 im südlichen Rundlingsteil des Dorfes (und links ein Speicher)

Am 1. Juli 1972 wurde Weitsche in die Kreisstadt Lüchow eingegliedert.
In den Jahren 1994 bis 1996 und 2004 wurden bei Weitsche Teile einer Figur aus Bernstein gefunden, die etwa 14.000 Jahre alt sind. Die Bernsteinfigur wurde als eine Elchdarstellung („Bernsteinelch von Weitsche“) identifiziert und gilt als das älteste Kunstwerk Niedersachsens. Zusammen mit der Elchfigur wurde auch ein verzierter Anhänger aus Bernstein, aus der gleichen Zeitperiode gefunden. Die Fundstücke sind heute im Landesmuseum Hannover Abteilung „Menschenwelten“ zu sehen. 2025 wurden die Ausgrabungen an dem späteiszeitlichen Fundplatz, der als älteste bekannte Bernsteinwerkstatt gilt, fortgesetzt. Sie erfolgten durch das Niedersächsische Landesamt für Denkmalpflege in Zusammenarbeit mit der Universität Aarhus und dem Landesmuseum Hannover.

Fundstücke
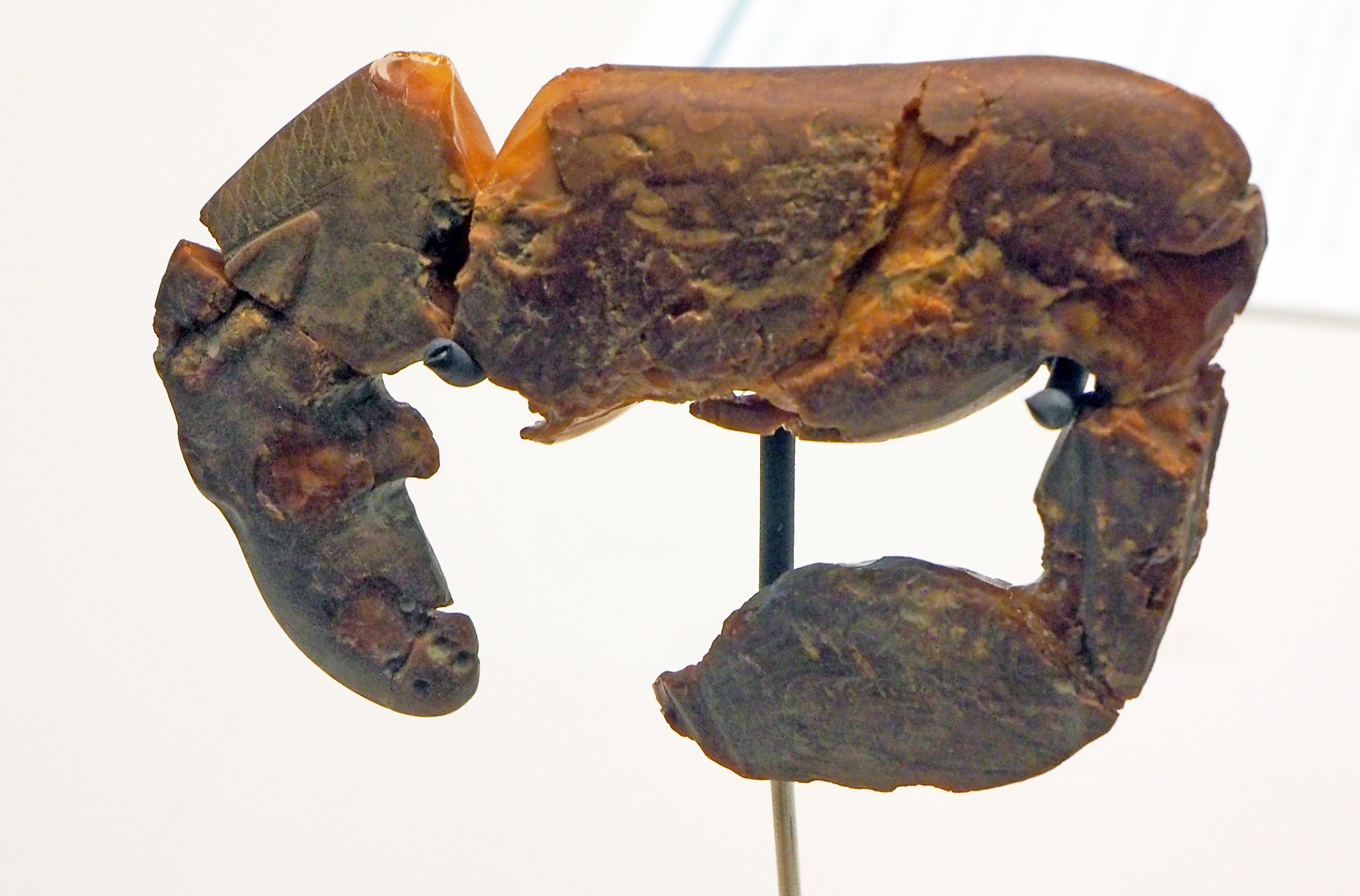
Bernsteinelch
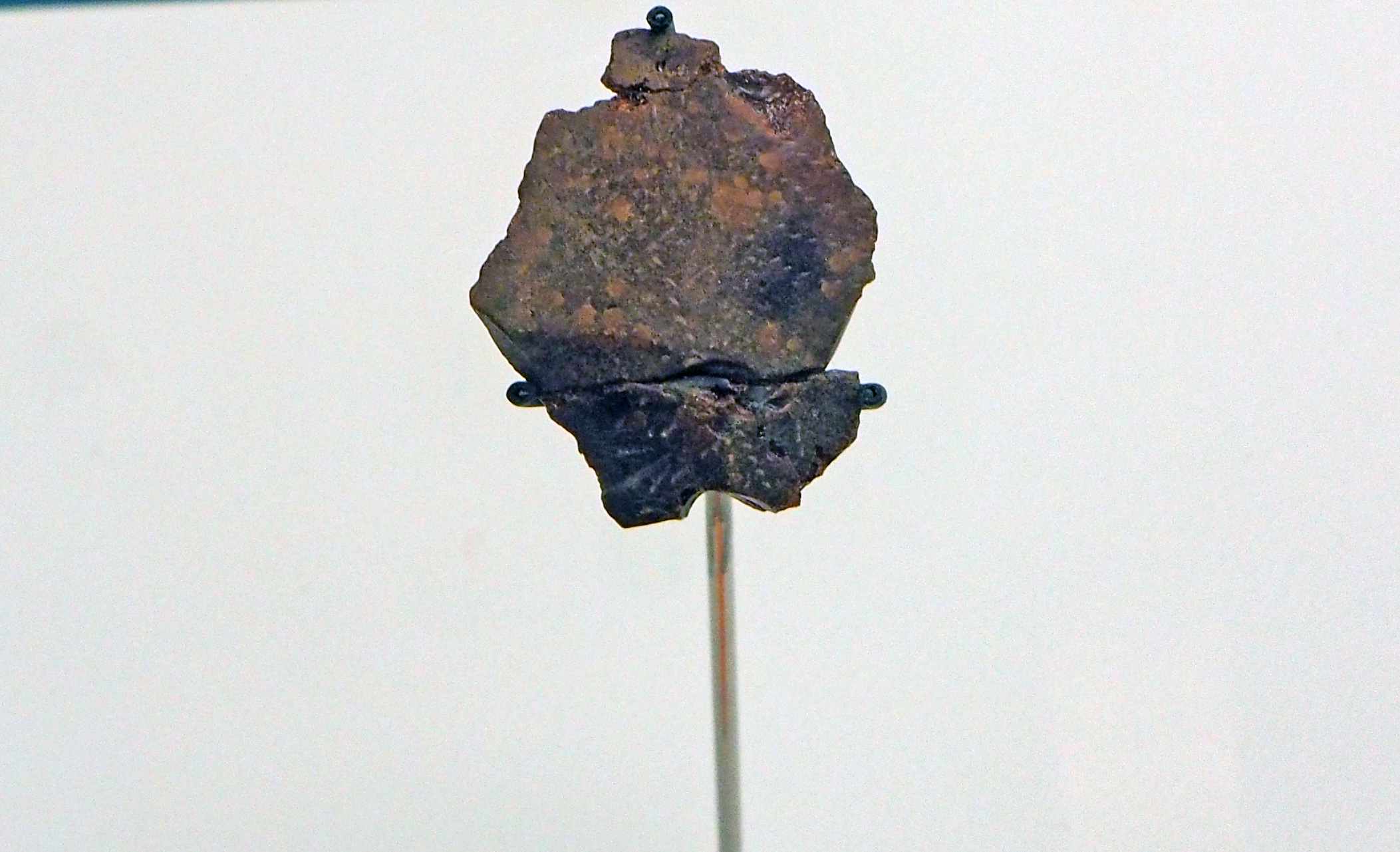
Bernsteinanhänger

## Baudenkmale
Als Baudenkmale sind ausgewiesen: fünf Hofanlagen, fünf Wohn- und Wirtschaftsgebäude, zwei Scheunen und ein Speicher